# 2. poprawka do Konstytucji Stanów Zjednoczonych

Rękopis Karty praw Stanów Zjednoczonych

2. poprawka do Konstytucji Stanów Zjednoczonych – uchwalona w ramach Karty praw Stanów Zjednoczonych (pierwsze dziesięć poprawek do Konstytucji Stanów Zjednoczonych), weszła w życie 15 grudnia 1791 roku po ratyfikacji tej Karty przez stan Wirginia (jako jedenasty z kolei).
Na mocy tej poprawki uznaje się, że obywatelom amerykańskim przysługuje prawo do posiadania i noszenia broni.

## Wersja uchwalona przez Kongres
Oryginał:

Treść: A well regulated Militia, being necessary to the security of a free State, the right of the people to keep and bear Arms, shall not be infringed.
Jedno z możliwych tłumaczeń: Dobrze zorganizowana milicja, będąca niezbędną dla bezpieczeństwa wolnego państwa, prawo ludzi do posiadania i noszenia broni, nie ulegnie naruszeniu.

## Wersja ratyfikowana przez stany
Poszczególne stany ratyfikowały tę poprawkę w nieco zmienionej postaci, uwierzytelnionej później przez Thomasa Jeffersona (będącego wówczas sekretarzem stanu).
Treść: A well regulated militia being necessary to the security of a free state, the right of the people to keep and bear arms shall not be infringed.
Tłumaczenie: Ponieważ dobrze zorganizowana milicja jest niezbędna dla bezpieczeństwa wolnego państwa, prawo ludzi do posiadania i noszenia broni nie ulegnie naruszeniu.